# Coronanthereae
Coronanthereae, tribus gesnerijevki, dio potporodice Gesnerioideae. Sastoji se od tri podtribusa s 10 rodova.

## Sistematika
1. Tribus Coronanthereae Fritsch
  1. Subtribus Coronantherinae Fritsch
    1. Coronanthera Vieill. ex C. B. Clarke (11 spp.)
    2. Rhabdothamnus A. Cunn. (1 sp.)

  2. Subtribus Mitrariinae Hanst.
    1. Mitraria Cav. (1 sp.)
    2. Sarmienta Ruiz & Pav. (1 sp.)
    3. Asteranthera Klotzsch & Hanst. (1 sp.)
    4. Fieldia A. Cunn. (1 sp.)

  3. Subtribus Negriinae V. L. Woo, J. F. Sm. & Garn.-Jones
    1. Depanthus S. Moore (2 spp.)
    2. Bopopia Munzinger & J.R.Morel (1 sp.); otkriven 2021
    3. Negria F. Muell. (1 sp.)
    4. Lenbrassia G. W. Gillett (1 sp.)